# Naogaon (zila)
Naogaon (en bengalí: নওগাঁ) es un zila o distrito de Bangladés que forma parte de la división de Rajshahi.
Comprende 11 upazilas en una superficie territorial de 3.480 km²: Atrai, Badalgachhi, Dhamoirhat, Manda, Mahadevpur, Naogaon, Niamatpur, Patnitala, Porsha, Raninagar y Sapahar .
La capital es la ciudad de Naogaon.

## Upazilas con población en marzo de 2011
- Atrai 193,256
- Badalgachhi 201,342
- Dhamoirhat 184,778
- Mahadebpur 292,859
- Manda 363,858
- Naogaon Sadar 405,148
- Niamatpur 248,351
- Patnitala 231,900
- Porsha 132,095
- Raninagar 184,778
- Sapahar 161,792

## Demografía
Según estimación 2010 contaba con una población total de 2.722.495 habitantes.